# Dark Side of the Ring
Dark Side of the Ring è una serie di mini-documentari a tema wrestling diretti dal regista Jason Eisener e prodotti dalla società Vice Media Group, in onda dal 10 aprile 2019; negli Stati Uniti d'America, in Canada e in Australia viene trasmessa sull'emittente Viceland, mentre nel Regno Unito su Channel 4.
La serie tratta i più controversi avvenimenti inerenti al mondo del wrestling professionistico e tutti i loro retroscena.

## Stagioni
| Stagione | Episodi | Date                            | Media spettatori |
| -------- | ------- | ------------------------------- | ---------------- |
| 1ª       | 6       | 10 aprile 2019 – 15 maggio 2019 | 201.000          |
| 2ª       | 10      | 24 marzo 2020 – 19 maggio 2020  | 264.000          |
| 3ª       | 14      | 6 maggio 2021 – 28 ottobre 2021 | 177.000          |
| 4ª       | 10      | 30 maggio 2023 – 8 agosto 2023  | 172.000          |
| 5ª       | 10      | 5 marzo 2024 – 7 maggio 2024    |                  |
| 6ª       | 10      | 25 marzo 2025 – 27 maggio 2025  |                  |

## Episodi

### Prima stagione
| #  | Data           | Titolo                                | Argomento         | Spettatori |
| -- | -------------- | ------------------------------------- | ----------------- | ---------- |
| 1° | 10 aprile 2019 | The Match Made in Heaven              | Randy Savage      | 154.000    |
| 2° | 17 aprile 2019 | The Montréal Screwjob                 | Montréal Screwjob | 181.000    |
| 3° | 24 aprile 2019 | The Killing of Bruiser Brody          | Bruiser Brody     | 214.000    |
| 4° | 1º maggio 2019 | The Last of the Von Erichs            | Von Erich Family  | 225.000    |
| 5° | 8 maggio 2019  | The Mysterious Death of Gorgeous Gino | Gino Hernandez    | 234.000    |
| 6° | 15 maggio 2019 | The Fabulous Moolah                   | Fabulous Moolah   | 200.000    |

### Seconda stagione
| #   | Data           | Titolo                                         | Argomento     | Spettatori |
| --- | -------------- | ---------------------------------------------- | ------------- | ---------- |
| 1°  | 24 marzo 2020  | Chris Benoit Part One                          | Chris Benoit  | 320.000    |
| 2°  | 24 marzo 2020  | Chris Benoit Part Two                          | Chris Benoit  | 320.000    |
| 3°  | 31 marzo 2020  | The Life and Crimes of New Jack                | New Jack      | 229.000    |
| 4°  | 7 aprile 2020  | The Brawl For All                              | Brawl for All | 226.000    |
| 5°  | 14 aprile 2020 | Jimmy Snuka and The Death of Nancy Argentino   | Jimmy Snuka   | 209.000    |
| 6°  | 21 aprile 2020 | The Assassination of Dino Bravo                | Dino Bravo    | 221.000    |
| 7°  | 28 aprile 2020 | David Schultz & The Slap Heard Round the World | David Schultz | 255.000    |
| 8°  | 5 maggio 2020  | Cocaine & Cowboy Boots: The Herb Abrams Story  | Herb Abrams   | 246.000    |
| 9°  | 12 maggio 2020 | The Last Ride of The Road Warriors             | Road Warriors | 264.000    |
| 10° | 19 maggio 2020 | The Final Days of Owen Hart                    | Owen Hart     | 349.000    |

### Terza stagione
| #   | Data              | Titolo                             | Argomento           | Spettatori |
| --- | ----------------- | ---------------------------------- | ------------------- | ---------- |
| 1°  | 6 maggio 2021     | Brian Pillman Part One             | Brian Pillman       | 272.000    |
| 2°  | 6 maggio 2021     | Brian Pillman Part Two             | Brian Pillman       | 272.000    |
| 3°  | 13 maggio 2021    | The Ultra Violence of Nick Gage    | Nick Gage           | 163.000    |
| 4°  | 20 maggio 2021    | The Collision in Korea             | Collision in Korea  | 191.000    |
| 5°  | 27 maggio 2021    | Becoming Warrior                   | Ultimate Warrior    | 165.000    |
| 6°  | 3 giugno 2021     | In the Shadow of Grizzly Smith     | Grizzly Smith       | 243.000    |
| 7°  | 10 giugno 2021    | The Dynamite Kid                   | Dynamite Kid        | 242.000    |
| 8°  | 16 settembre 2021 | The Plane Ride from Hell           | Plan Ride from Hell | 153.000    |
| 9°  | 23 settembre 2021 | The Double Life of Chris Kanyon    | Chris Kanyon        | 214.000    |
| 10° | 30 settembre 2021 | Blood & Wire: Onita's FMW          | FMW                 | 126.000    |
| 11° | 7 ottobre 2021    | Bikers, Bombs & Bedlam Johnny K9   | Ion Croitoru        | 137.000    |
| 12° | 14 ottobre 2021   | The Many Faces of Luna Vachon      | Luna Vachon         | 135.000    |
| 13° | 21 ottobre 2021   | Extreme & Obscene: Rob Black's XPW | Rob Black           | 109.000    |
| 14° | 28 ottobre 2021   | The Steroid Trials                 | Steroid Scandal     | 154.000    |

### Quarta stagione
| #   | Data           | Titolo                                   | Argomento              | Spettatori |
| --- | -------------- | ---------------------------------------- | ---------------------- | ---------- |
| 1°  | 30 maggio 2023 | Chris and Tammy                          | Chris Candido          | 147.000    |
| 2°  | 6 giugno 2023  | Shattered: The Magnum T.A. Story         | Magnum T.A.            | 155.000    |
| 3°  | 13 giugno 2023 | Breaking the Cycle: The Graham Dynasty   | Mike Graham            | 197.000    |
| 4°  | 20 giugno 2023 | What Happened to Doink the Clown?        | Matt Osborne           | 201.000    |
| 5°  | 27 giugno 2023 | The Junkyard Dog                         | Junkyard Dog           | 229.000    |
| 6°  | 11 luglio 2023 | The Tragic Fall of Adrian Adonis         | Adrian Adonis          | 152.000    |
| 7°  | 18 luglio 2023 | Abdullah the Butcher: Legacy of Blood    | Abdullah the Butcher   | 178.000    |
| 8°  | 25 luglio 2023 | Bam Bam Bigelow: The Beast from the East | Bam Bam Bigelow        | 185.000    |
| 9°  | 1º agosto 2023 | Bash at the Beach 2000                   | Bash at the Beach 2000 | 158.000    |
| 10° | 8 agosto 2023  | The World According to Marty Jannetty    | Marty Jannetty         | 115.000    |

### Quinta stagione
| #   | Data           | Titolo                                        | Argomento       | Spettatori |
| --- | -------------- | --------------------------------------------- | --------------- | ---------- |
| 1°  | 5 marzo 2024   | The Ballad of 'Earthquake' John Tenta         | Earthquake      |            |
| 2°  | 12 marzo 2024  | Buff and the Bagwells                         | Buff Bagwell    |            |
| 3°  | 19 marzo 2024  | Terry Gordy: Final Flight of the Freebird     | Terry Gordy     |            |
| 4°  | 26 marzo 2024  | Saving Face: The Brutus Beefcake Story        | Brutus Beefcake |            |
| 5°  | 2 aprile 2024  | The Life and Legends of Harley Race           | Harley Race     |            |
| 6°  | 9 aprile 2024  | Welcome To My Nightmare, The Chris Colt Story | Chris Colt      |            |
| 7°  | 16 aprile 2024 | Chris Adams: The Gentleman and the Demon      | Chris Adams     |            |
| 8°  | 23 aprile 2024 | Sensational Sherri                            | Sherri Martel   |            |
| 9°  | 30 aprile 2024 | Enter Sandman: Legacy of a Hardcore Icon      | The Sandman     |            |
| 10° | 7 maggio 2024  | Black Saturday: The Rise of Vince             | Black Saturday  |            |

### Sesta stagione
| #   | Data           | Titolo                                 | Argomento                         | Spettatori |
| --- | -------------- | -------------------------------------- | --------------------------------- | ---------- |
| 1°  | 25 marzo 2025  | Mick Foley: Hell in a Cell             | Hell in a Cell del 28 giugno 1998 |            |
| 2°  | 1º aprile 2025 | Ludvig Borga: Hellraiser From Helsinki | Ludvig Borga                      |            |
| 3°  | 8 aprile 2025  | Big Van Vader                          | Big Van Vader                     |            |
| 4°  | 15 aprile 2025 | Tony Atlas: Too Much, Too Soon         | Tony Atlas                        |            |
| 5°  | 22 aprile 2025 | The Original ‘Superstar': Billy Graham | "Superstar" Billy Graham          |            |
| 6°  | 29 aprile 2025 | ‘Hot Stuff’ Eddie Gilbert              | Eddie Gilbert                     |            |
| 7°  | 16 maggio 2025 | Truth, Lies and Billy Jack Haynes      | Billy Jack Haynes                 |            |
| 8°  | 13 maggio 2025 | Blood, Fire and the Original Sheik     | The Sheik                         |            |
| 9°  | 20 maggio 2025 | The Scream Queen: Daffney              | Daffney                           |            |
| 10° | 27 maggio 2025 | Becoming Muhammad Hassan               | Muhammad Hassan                   |            |

## Accoglienza
Dark Side of the Ring è stato accolto favorevolmente dagli spettatori e dalla critica specializzata, con particolare attenzione allo stile del racconto che ben si amalgama alle interviste presenti nel programma.
Nel marzo del 2020 la serie ha vinto il premio come "Best Documentary" da parte del Wrestling Observer Newsletter di Dave Meltzer.